# جواز سفر جبل طارق

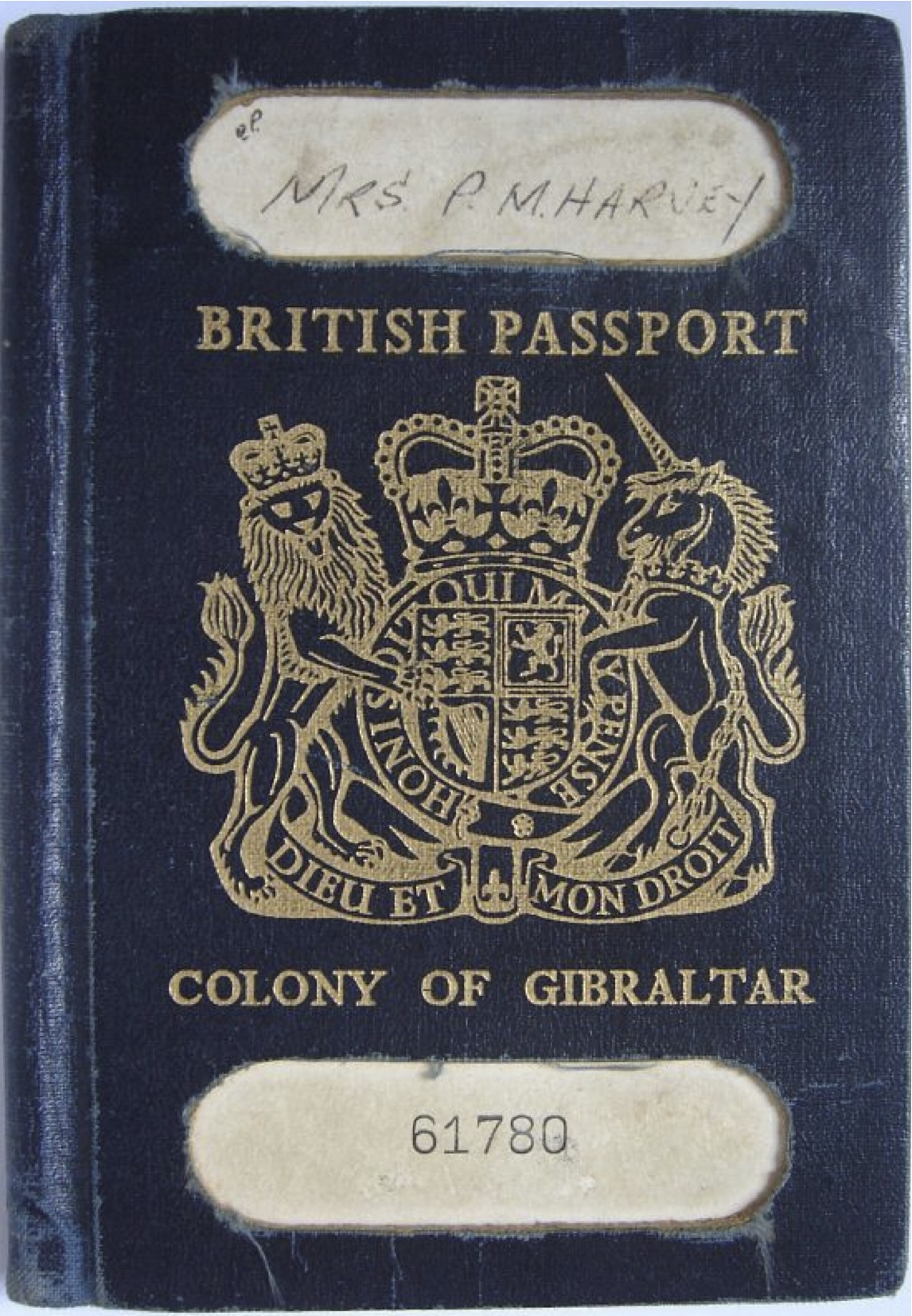
غلاف جواز سفر جبل طارق صادر من السبعينيات

جواز سفر جبل طارق هو جواز سفر بريطاني يصدر لمواطني بريطانيا وأيضا لمواطني إقليم ما وراء البحار البريطانية الذين يعيشون فيه، أو يكونوا على صلة قرابة (عن طريق الولادة، على سبيل المثال) بمواطني جبل طارق.
بموجب قانون الأراضي البريطانية عبر البحار (2002) جميع أقاليم ما وراء البحار البريطانية تعتبر للمواطنين ويحق لهم التسجيل كمواطنين بريطانيين.
بعد انسحاب المملكة المتحدة من الاتحاد الأوروبي، لم يعد جبل طارق جزءًا من الاتحاد الأوروبي على الرغم من أنهم استمروا في التمتع بنفس الحقوق في الاتحاد الأوروبي خلال الفترة الانتقالية حتى 31 ديسمبر 2020. في 31 ديسمبر 2020 أعلنت حكومتا إسبانيا والمملكة المتحدة أن جبل طارق سيصبح جزءًا من منطقة شنغن. على غرار جوازات السفر البريطانية ستكون جوازات سفر جبل طارق الجديدة باللون الأزرق. ولكن لم يكن لإصدارها جدولٌ زمني.